# Nefrytek królewski
Nefrytek królewski, chetonik królewski, szczecioząb królewski (Holacanthus ciliaris) – gatunek ryby okoniokształtnej z rodziny pomakantowatych (Pomacanthidae), zwykle znajdowanej w pobliżu raf w cieplejszej części zachodniego Oceanu Atlantyckiego.

## Morfologia
Całe ciało dorosłych nefrytków królewskich jest niebieskie lub niebieskozielone z żółtymi otoczkami na łuskach. Żółte są także ich płetwy piersiowe i brzuszne, natomiast okolica otworu gębowego i skraje płetw grzbietowej oraz odbytowej są ciemnoniebieskie. Nefrytki królewskie znane są z niebieskich oznaczeń po obu stronach skrzeli. Młode ubarwione są na ciemnoniebiesko z żółtym obszarem na skrzelach i na płetwie ogonowej. Nefrytki królewskie mogą żyć na wolności ponad 15 lat i osiągać do 45 centymetrów długości.

## Pożywienie
Ryby te żywią się głównie gąbkami, jednak jedzą także osłonice, meduzy, koralowce, jak również plankton oraz algi. Młode osobniki pełnią rolę czyścicieli – żywią się pasożytami większych ryb. W hodowli, akwaryści dostarczają nefrytkom królewskim pożywienie składające się z mięsa oraz alg.

## Występowanie
Nefrytek królewski zamieszkuje rafy, zazwyczaj w pobliżu Florydy, Bahamów i Zatoki Meksykańskiej. Jest rzadko widywany w Trójkącie Bermudzkim oraz w wodach Brazylii.

## Rozmnażanie
Dorosłe osobniki występują w parach przez cały rok, co wskazuje na to, że łączy je długoterminowa, monogamiczna więź. Pary rozmnażają się, unosząc się w wodzie, zbliżając do siebie brzuchy i uwalniając chmury spermy i jaj. Samica może uwalniać od 25 do 75 tysięcy jaj każdego wieczoru oraz dziesięć milionów podczas każdego cyklu tarła. Ikra jest przezroczysta, pelagiczna, utrzymuje się na powierzchni wody, pływa w sznurach. Po 15–20 godzinach wylęgają się młode, którym brakuje oczu, płetw albo nawet jelita. Tuż po wykluciu żywią się planktonem. Duży pęcherzyk żółtkowy jest wchłaniany po 48 godzinach, do tego czasu rozwijają się wszystkie cechy dorosłej ryby. Rosną bardzo szybko i po około 3–4 tygodniach 15–20 milimetrowe młode osadzają się na dnie.

## Hodowla
Pomimo iż stopień trudności trzymania w akwarium nefrytka królewskiego określa się jako umiarkowany, to nie zaleca się tego niedoświadczonym akwarystom. Jest to gatunek agresywny, wymaga dużego akwarium. Większość akwarystów zaleca objętość powyżej 400 litrów. Nefrytek królewski może atakować inne ryby, szczególnie nowo wpuszczone do akwarium, dlatego powinna to być ostatnia ryba dodana do zbiornika. Większe okazy mogą zjadać korale i ozdobne bezkręgowce.